# Bambusa basisolida
Bambusa basisolida är en gräsart som beskrevs av Wan Tao Lin. Bambusa basisolida ingår i släktet Bambusa och familjen gräs. Inga underarter finns listade i Catalogue of Life.